# Drožđe
Drožđe (usp. drozga, od prasl. ?*drozga) je ostatak od iscijeđenih šljiva, grožđa i drugog voća od kojeg se priprema rakija. Alatka za miješanje dropa se naziva druc, droc ili dropulja. Riječi ista ili slična značenja su drop, kom, komina, trop. Na donjosutlanskoj kajkavskoj ikavici drožđejak je donji čep na bačvi, a drožđenka je rakija od grožđa, drožđenka, tropica. Drožđanica je rakija od drožđa; vinjak, drožđenka; U Pravilniku o jakih alkoholnim pićima Republike Hrvatske vinjak i drožđenka su različiti pojmovi.
U vinarstvu je drožđe nuzgredni proizvod, kao trop, koštice. U Hrvata u sitnoj proizvodnji ti nuzgredni proizvodi služe samo za proizvodnju rakije od tropa i drožđa, premda se u suvremenoj industrijskoj preradi može masovno, racionalno i do najveće moguće vrijednosti iskoristiti te ostatke i proizvesti tartarate - vinsku kiselinu, a koštice za ulje. Nakon što mlado vino postigne odgovarajuću boju, ovisno o vrsti vina, i određenu količinu šećera, iz svake se cisterne u vinarijama odvaja mlado vino od koma te ga se transportira u posebni odjel vinarije - vinarnicu. Ondje se u posebnoj cisterni dovršava vrenje, te se poslije vrijenja i čišćenja prirodnim putem obavlja pretok od drožđa. Zračenjem, hlađenjem i dovršenjem vrenja mladog vina ostaje drožđe i vino preše - prešavina. Drožđe koje preostane, centrifugira se ili tiješti te filtrira kroz filter-prešu. Nakon što se osuši, upotrebljava se za dalju preradu u tartrate. Centrifugirano odnosno odvojeno vino drožđa čuva se i njeguje u posebnim cisternama. Drugi proizvod je suho drožđe koje je izvor tartarata i od njega se radi vinska kiselina. Takav je proces kod crnog grožđa. Kod bijelog grožđa proces je sličan a drožđe dobivamo samo nakon pretoka mladog vina.